# ذنب الدجاجة (نجم)
ذنب الدجاجة (بالإنجليزية: Alpha Cygni أو Deneb) هو نَيِّر كوكبة الدَّجَاجَة، أي أكثر نجومها لمعانًا. وهو التاسع عشر أكثر النُّجوم التي تراها العين المجردة سطوعًا، إذ يبلغ القدر الظاهري له 1,25، ويتراوح قدره المطلق بين -7,2 و-8,75. ويبلغ تألق نجم ذنب الدَّجاجة 60.000 ضعف تألق الشمس، لكنه يبدو خافتًا، لأنه يبعد عنا نحو 1600 إلى 3200 سنة ضوئية. ويصنف الفلكيون ذنب الدجاجة ضمن مجموعة النجوم عملاق عظيم فائق الزُرق، إذ يبلغ قطره نحو 200 ضعف قطر الشمس.

## خواصه وبعده عنا
بلغ القدر المطلق لذنب الدجاجة 

مقارنة بين حجم الشمس (إلى اليمين) وحجم ذنب الدجاجة.

−7.0 وهي تضعة من بين اشد النجوم ضياء ، ويبلغ ضياؤه نحو 60.000 مرة أشد من ضياء الشمس.
ويصعب تقدير بعد هذا النجم ولكن القمر الصناعي هيباركوس أستطاع عام 2007 تقدير بعده عنا . ويقدر بعده عنا بنحو 1550 سنة ضوئية ومقدا الخطأ فيها يبلغ 10 %.
وبأخذ درجة حرارته ودرجة سطوعه في الحسبان فيمكن تقدير قطره بنحو 220 ضعفا لقطر الشمس . وإذا افترضنا ووضعناه في مركز المجموعة الشمسية لوصل سطحه إلى فلك الأرض حول الشمس. 
وذنب الدجاجة هو أحد نجوم قائمة أكبر النجوم البيضاء.
وتصنيف ذنب الدجاجة يتبع الفئة الطيفية 
A2Ia, وتبلغ درجة حرارة سطحة 8.400 كلفن. وهو يعتبر نموذجا لنوع النجوم المزدوجة والتي تعرف بمتغير ألفا الدجاجة.
ويتسبب سطحه الذي تعتريه تغيرات وتموجات في تغيير تألقه وتغيير طيفه قليلا.
وتقدر كالة ذنب الدجاجة بأنه أكبر من كتلة الشمس نحو 20 مرة. 
ولذلك فيعتبر عملاق عظيم أزرق . وتدل كتلته الكبيرة ودرجة حرارته العالية على أن النجم بقي له وقت قصير من عمره وربما سينفجر كمستعر أعظم خلا عدة ملايين من السنين. ويبدوأنه قد انهى مرحلة الاندماج النووي للهيدروجين في قلبه .
ومن المحتمل أن كان النجم سابقا من نوع نجم-أو خلال مرحلة النسق الأساسي من عمره ، وأنه يمر الآن بمرحلة يتمدد خلالها إلى عملاق أحمر مثل النجم الراقص (الملتهب) . وعندما يتقدم في تمدده هذا فإنه يمر بالفئات الطيفية F وG وK وM تباعا.
وتعمل الرياح النجمية والغبار الصادر من ذنب الدجاجة على فقده من مادته بمعدل 8و0 من المليون كتلة شمسية سنويا . وهذا القدر يفوق ماتفقده الشمس من مادتها خلال 100.000 سنة .